# 小林家的龍女僕
《小林家的龍女僕》是酷教信徒的日本漫畫作品，於雙葉社漫畫雜誌《月刊Action》2013年創刊號開始連載，截至2024年4月已發行15冊單行本。
2017年1月播放電視動畫。2019年2月12日，在漫畫單行本第8卷宣布製作第二期電視動畫，于2021年7月开始播放。2024年9月21日在京都动画2025年新作发布会直播节目中，宣布推出劇場版《小林家的龍女僕 害怕寂寞的龍》（暫譯）。现时三部动画改编均为京都动画制作。

## 故事簡介
故事敘述來自異世界的龍——托爾因為某些緣故而居住在普通人類上班族小林小姐的家裡並擔任女僕的日常生活。

## 登場角色

### 主要角色
小林（Kobayashi-san，聲：田村睦心（日本）；常蓉珊（中国大陆））
身高：160公分、三圍：B70/W60/H70、生日：4月23日。
25歲，普通的上班族，任職於「地獄巡商事北千住事務所」，职业是程序员。外貌偏近中性打扮的宅女，贫乳，平時為人友善，執著传统女僕。喜好饮酒，醉后會发酒疯。
工作能力強，受許多同事信賴及依賴。個性較為冷靜，起初過著很普通的生活，但在托爾來到家裡以後，心境漸漸有了轉變，逐漸的把托爾和康娜當作重要的家人。
在專務的幫助下習得魔法，陪翔太參加魔法使升級考試時莫名被連帶登記為考生並通過。龍珠事件中為了打倒奇穆卡姆伊，以自身魔法能力為代價造出巨大魔力彈一擊決勝。
打倒奇穆卡姆伊後升職為主任。
在艾瑪的結婚騷動時，再度回復魔力。
朵露（Tohru，聲：桑原由氣（日本）；钱琛（中国大陆））
身高：176公分、三圍：B95/W70/H75、生日：水面被黑暗傾覆之时。
又譯（bilibili）。來自異世界的龍之一。龍形是綠色鱗片的傳統火龍造型，能夠變化成穿著女僕裝人類的形態，变成人类时自称小林托尔。由于在异世界讨伐神时，受重伤逃到故事的世界时被醉酒的小林所救，而小林又无意地说出收留其去她家住，所以翌日居住在小林家中，被收留做女仆。由于得到小林相救而对其有爱慕之情，甚至达到了痴迷的程度。其女仆装扮是去小林家时看到的秋叶原女仆装扮，而作為女僕則是部分受到異世界時的一名人類小女孩的影響。討厭沒有蛋黃的蛋，堅持要小林吃她的尾巴肉。
所屬混沌一派，父親為「終焉帝」達摩克利斯。名字與北歐神話的雷神索爾無關，真實來源為這邊世界一個小說作家的名字。在混沌勢力中排行第22位，其實力在同陣營中的龍屬於上位級別，且戰鬥以外也習得多樣魔法（變人魔法、認知阻礙、鱗片變化等），在混沌勢力中尤為特異的萬能型。

### 龍
康娜·卡姆依（神奈神威）（Kanna Kamui，聲：長繩麻理亞（日本）；沈念如（中国大陆））
身高：120公分、三圍：B60/W50/H55、生日：西元前12000年。
龍形是白色毛髮、羽翼的龍。由于没能力回到原来的世界，同时玩恶作剧过大而被放逐，于是追随托尔来到了故事中的世界。喜欢恶作剧，有些怕寂寞的我行我素型，对故事中的人类世界不太了解而好奇心很强。喜欢吃东西，有把好奇的生物（包括蝴蝶等昆蟲）吃掉的性情。色慾很強，但因為仍在幼年懵懂期，所以體現出是食慾與「舔遍身體」這類的行為。能力是電氣攻擊，經常會將尾巴接入到插座上進行自我充電（漫畫中表現為尾巴末段的球上的刺狀物插進插座插孔裡，動畫中表現為尾巴可以變成插頭的樣子）。
得到小林收留而居住在其家中，變成人類時為蘿莉造型，使用的身份是小林康娜。
名字來自於阿伊努民間傳說的阿伊努拉克爾之父荒神阿澄雷神。
艾露瑪（Eruma (Elma)，聲：高田憂希（日本）；贺文潇（中国大陆））
身高：175公分、三圍：B90/W78/H84、生日：當黑暗融入虛無之時。
龍形是深藍海龍型。與托爾原本是好友，但是在托爾將神殿摧毀後，便與托爾決裂，所屬調和一派。借着托尔一次回到原来世界找寻食材时，打开的通道来到故事的现实世界中。好吃鬼，尤其喜歡甜食。只要有甜食，任何事也會幫忙。
變成人類時使用的身份是上井艾瑪，为了获得购买美食的费用，而去到小林的公司就職。在異世界時被人類稱為聖海的巫女，會經常出現在爭鬥的人類之間並致力於解決爭亂，如果爭亂的源頭是水源和食物的話，她就會創造湖泊並變出食物給人類；如果是單純的戰亂，她就會用奇蹟之力使人類失去戰意。而且並不需要祭品，因為覺得吃掉人類並沒有什麼美味可言，不如讓人類創造更美味的食物。
魁札爾科亞特爾（Ketsarukoatoru (Quetzalcoatl)，聲：高橋未奈美（日本）；李诗萌（中国大陆））
身高：190公分、三圍：B120/W70/H85、生日：天地初分稍前一點。第一人稱為「僕」。
又譯露可亞（青文出版社）、爾科亞（bilibili），龍形是頸部帶有毛髮的巨蛇型，又有「羽蛇神」的別號。所屬旁觀一派。由于和同伴喝酒时被下诅咒而侵犯自己的妹妹，从而被赶下神位到人类世界中。后接受真土翔太的“召唤”，居住在其家中。有着异色瞳（一般常眯着眼）和傲人爆乳（在运动会一话中被承认为“世界级”），由於穿衣服經常高露出且行为过度，而被翔太誤會為魅魔。
值得一提的是，雖然露可亞的穿著和身材經常被認為跟痴女沒兩樣，但卻是所有龍當中最熟悉人類世界常識的，每當朵露在與小林相處中遇到困難時，所有的龍當中只有她能給予朵露最正確且正常的回答。
名字來自於阿茲特克神話中的羽蛇神魁札爾科亞特爾。
法夫尼爾（Fafunīru (Fafnir)，聲：小野大輔（日本）；郭浩然（中国大陆））
又譯法夫納（bilibili、青文出版社）。從遠古時期就守護洞窟寶物的詛咒之龍，龍形是黑色鱗片、獠牙猙獰的巨龍。有著看到寶箱就會開的習慣。由于经常有人类去掠夺宝物，所以对人类十分厌恶。能變化穿著執事裝人類的形態，居住瀧谷真家中。變成人類時使用的身份是大山猛。由于是守護洞窟寶物，被小林形容为“家里宅”，也喜欢上玩电子游戏。之后被托尔介绍借住在泷谷真家，并且和泷谷真一拍即合。每天都通宵玩電子遊戲，平均每天上線21小時。
名字來自於北歐神話的惡龍法夫納。據說能和「終焉帝」達摩克利斯不分上下。在和托尔认识时也是因为争占居住洞穴而打个平手。
達摩克利斯（聲：菅生隆之）
朵露的父親，稱號為「終焉帝」。混沌勢力的領導者。
真身是巨大的紅龍，能夠變身為長鬍子的老年男性，身穿紅黑色的披風，前襟為龍形真身鋸齒狀的雙翼合攏的模樣；也能變出西裝。曾经来到故事的世界要求托尔回去，最后托尔坚决拒绝下放弃了要求。
朵露出生時混沌勢力的好戰風氣已成為主流，為保護朵露，順應當下潮流教導她人類為世界之敵；另一方面也讓朵露學習變人魔法、放任她四處遊歷，期望她能反思混沌勢力的刻板印象並尋求自身的真意。相對其他龍族已是相當開明。
見證小林與朵露深厚的羈絆後態度軟化，背地裡與這邊世界的神打好招呼維護小林一家的和平，朵露穿越回原本的世界尋求新菜單時教會她一種醃菜的做法（但要求對小林等人保密是他教的）。
與翔太之父有互相認識並彼此認可其實力。最近開始有買手機並使用。
真正的目的是打倒神明。
名字來自於古希臘文化傳說中達摩克利斯。
伊露露（Iruru，聲：嶺內智美 → 杉浦栞）
身高：130公分、三圍：B130/W55/H70、生日：不明
和托爾同為混沌勢力的龍。外形和康娜一樣，像個小孩子，卻有著不合比例的爆乳。年齡和托爾相仿，破壞慾望極強。起先極度不信任人類，後來在小林的感化之下，放棄和人類敵對，和托爾還有康娜一同居住在了小林家中。
目前於駄菓子商店打工。
名字疑似來自於西臺神話的伊盧揚卡。
奇慕·卡姆伊（聲：立木文彥）
康娜的父親，稱號為「山獸神」。所屬混沌勢力。
真身為數十層樓高、形似熊的巨龍，擁有與康娜相同形狀的龍角。人形為體格魁梧面帶鬍渣的中年男性。
喜歡喝酒，與小林在酒方面興趣相投。
緹妮
漫畫第84話登場。調和陣營no.2，艾瑪的奶奶。稱號為「始祖龍」。十分在意自己的年齡。當她在小林面前自稱為艾瑪的姐姐時，遭到達摩克利斯與奇慕卡姆伊的譏笑。
夏娜布兒/ 辰澤
漫畫第84話登場。調和派，受緹妮命令負責監視艾瑪。
佩特菈
漫畫第137話登場。旁觀派，露可亞的妹妹。
名字來自於阿茲特克神話中魁札爾科亞特爾的妹妹魁札爾佩特拉托。

### 人類
瀧谷真（Takiya Makoto，聲：中村悠一（日本）；谷江山（中国大陆））
小林的職場同事，也是小林少數的深交好友。同樣執著女僕的隱藏御宅族，兩人時常會在下班後相約喝酒。
沒戴眼鏡時面貌姣好、行為與普通人無異，但戴上牛奶瓶眼鏡後會進入御宅模式，門牙會變長，且說話時會在句尾加上「羊嘶（ヤンス）」兩字。
才川莉子（Saikawa Riko，聲：加藤英美里（日本）；赵爽（中国大陆））
康娜的同班同學，高傲女王氣息的小學生，但本質還是很善良的孩子。起初與康娜有所衝突，但被康娜的假哭騙住而道歉，之後被康娜的可愛迷住，会露出类似阿嘿颜的样子。经常会因为康娜的可爱而尖叫。
喬治（Georgie，聲：後藤邑子（日本）；徐佳琦（中国大陆））
本名才川苗，莉子的親姊姊。同樣和小林一樣熱衷女僕，扮演成女僕時自稱喬治，似乎沉迷到别人叫本名也不会回应。
真土翔太（Magatsuchi Shouta，聲：石原夏織（日本）；幽舞越山（中国大陆））
出生自魔法師家系的家庭，無意間作法召喚出露可亞，並誤認她是惡魔或魅魔而非龍。十分烦恼露可亞，但自認有能力成为合格的主人。
父親是小林工作的公司的董事。
翔太之父（聲：家中宏）
翔太的父親，僅透露其姓氏為真土，並未透露其名字，朧塚地區的守護者，有著大魔導師的稱號。應用未來視的能力抄寫不少不同世界的著作並販售，以賺取研究魔法費用。
幫助小林在與康娜父親的戰鬥中擊倒康娜父親。生於魔法世家，實力十分強大，與朵露世界的各大勢力的代表人物都有交情。
在小林的世界，則是小林所在公司的專務董事。看似和善，實際上卻是一個把權謀與詭辯運用得爐火純青的人。甚至可以把艾瑪玩弄於股掌之間。在动画第二季11集中承认公司自研编程语言模仿自魔导符号。
在漫畫第117話中得知名字為西蒙。
真土沙織
翔太的母親，是位專業主婦，真土家中唯一的普通人。於第一季動畫第9話與露可亞在運動會幫翔太加油打氣。
會田武（Taketo Aida，聲：下野紘）
16歲男子高中生。與祖母椿共同經營商店街的點心店「朧商店」並協助在此打工的伊露露。
柯蘿伊（聲：上坂堇）
康娜和小林吵架而從日本離家來到美國紐約時遇見的金髮丸子頭少女。其居住地在明尼蘇達州。
父親是位大企業社長，因此被幫派份子盯上，和父親吵架並離家不久遇上幫派份子綁架被綁到紐約，趁幫派份子不注意而逃跑途中被康娜搭救。
後來被幫派份子綁走並關在某處倉庫，康娜為救她也變龍形態，當晚達到工廠區破壞幫派份子藏身的倉庫，自己的龍形態嚇跑幫派份子，這時柯蘿伊才知道康娜的真身是隻龍。
最後聽康娜的話，回家和父親說聲道歉，之後寄信給回到日本的康娜表達感謝之意。同作者的另一部作品《大小姐姐姐》中登場的克里斯・霍德曼是柯蘿伊的表哥。
地獄巡春
漫畫第83話登場。「地獄巡商事北千住事務所」的社長。
同作者的另一部作品《大小姐姐姐》的女主角。

### 其他
阿薩德/淺戶建（聲：島崎信長）
奇慕卡姆伊的金髮型男軍師並隨侍。
真身是異世界人的魔法師，「康娜和龍玉引發一連串騷動」的黑幕。
漫畫第90話提到他是翔太父親的師弟，且在其委託下在現實世界暗中查探異世界移民有沒有做壞事，於是便開始當偵探，後來救了被混混糾纏的喬治小姐，卻因為長相很適合穿執事服而被其纏上。
在這之後兩人就不時會見面，在101話正式經營偵探事務所後，喬治小姐就正式成為其助手幫忙處理雜務。
克雷梅涅（聲：杉田智和）
屠龍派份子，奉命到現實世界追殺伊露露，後來被小林發現，小林為了保護伊露露而被其打傷，但引來朵露的追殺，朵露將他的龍角拔下並消除所有記憶後將其送回龍界。
這是第一次在現實世界與龍界中發現有屠龍派的存在，也有可能是調和派的激進分支。
神劍
與朵露戰鬥的神所持有的劍，一度刺入朵露的背上，被小林拔出後便消失了。
實際上與小林的靈魂融合，產生了自我。稱小林為「媽媽」。

## 創作過程
本作的創作源起於作者酷教信徒收到雙葉社的連載委託。責編S氏提議繪製男孩與女孩的愛情故事，酷教信徒以這個方向去著手，結果畫出來的卻是《小林家的龍女僕》第一話，靈感出自下班晚了的時候希望有女僕陪伴的想法。雖然與原討論結果不同，雙葉社還是予以採用，於新創刊的《月刊Action》2013年7月號（2013年5月25日發售）開始連載。對於龍的描繪，酷教信徒研究了不少書籍，打算形塑一條有典故背景的龍，但在設計朵露時卻幾乎沒用上這些資料。

## 出版書籍

### 單行本
| 冊數 | 雙葉社         | 雙葉社                 | 青文出版社     | 青文出版社             | 青文出版社             |
| 冊數 | 發售日期       | ISBN                   | 發售日期       | 通常版 EAN/ISBN        | 限定版 EAN/ISBN        |
| ---- | -------------- | ---------------------- | -------------- | ---------------------- | ---------------------- |
| 1    | 2014年5月10日  | ISBN 978-4-575-84405-4 | 2017年2月2日   | EAN 471-8016-02163-1   | EAN 471-8016-02471-7   |
| 2    | 2015年2月10日  | ISBN 978-4-575-84570-9 | 2017年3月22日  | EAN 471-8016-02220-1   | EAN 471-8016-02327-7   |
| 3    | 2015年9月10日  | ISBN 978-4-575-84679-9 | 2017年4月20日  | EAN 471-8016-02264-5   | EAN 471-8016-02320-8   |
| 4    | 2016年5月12日  | ISBN 978-4-575-84796-3 | 2017年5月18日  | EAN 471-8016-02351-2   | EAN 471-8016-02352-9   |
| 5    | 2016年12月12日 | ISBN 978-4-575-84894-6 | 2017年6月21日  | EAN 471-8016-02389-5   | EAN 471-8016-02390-1   |
| 6    | 2017年7月12日  | ISBN 978-4-575-85002-4 | 2018年2月1日   | EAN 471-8016-02788-6   | EAN 471-8016-02789-3   |
| 7    | 2018年4月12日  | ISBN 978-4-575-85134-2 | 2018年8月16日  | ISBN 978-986-356-528-4 | EAN 471-8016-03384-9   |
| 8    | 2019年2月12日  | ISBN 978-4-575-85267-7 | 2019年8月1日   | ISBN 978-986-356-970-1 | EAN 471-8016-03612-3   |
| 9    | 2019年11月12日 | ISBN 978-4-575-85374-2 | 2020年7月22日  | ISBN 978-986-512-398-7 | EAN 471-8016-03787-8   |
| 10   | 2020年8月11日  | ISBN 978-4-575-85476-3 | 2021年8月11日  | ISBN 978-626-303-217-0 | ISBN 978-626-303-218-7 |
| 11   | 2021年6月10日  | ISBN 978-4-575-85589-0 | 2022年10月19日 | ISBN 978-626-340-183-9 | ISBN 978-626-340-182-2 |
| 12   | 2022年1月12日  | ISBN 978-4-575-85679-8 | 2023年3月15日  | ISBN 978-626-340-610-0 | ISBN 978-626-340-611-7 |
| 13   | 2022年11月10日 | ISBN 978-4-575-85777-1 | 2023年9月20日  | ISBN 978-626-362-465-8 | ISBN 978-626-362-466-5 |
| 14   | 2023年9月12日  | ISBN 978-4-575-85887-7 | 2024年10月16日 | ISBN 978-626-399-543-7 | ISBN 978-626-399-544-4 |
| 15   | 2024年4月11日  | ISBN 978-4-575-85958-4 | 2025年5月25日  | ISBN 978-626-422-542-7 | ISBN 978-626-422-511-3 |
| 16   | 2025年2月13日  | ISBN 978-4-575-86053-5 |                |                        |                        |
| 17   | 2025年6月12日  | ISBN 978-4-575-86100-6 |                |                        |                        |

- 別巻「フルカラーコミック 彩-SAI-」：2021年7月12日、ISBN 978-4-575-85609-5
- 別巻「フルカラーコミック 龙-SAI-」：2022年3月10日、ISBN 978-4-575-85700-9

《小林家的龍女僕 康娜的日常》（小林さんちのメイドラゴン カンナの日常）
Cool教信者原作、木村光博作畫的外傳漫畫作品。於2016年12月25日在Niconico靜畫開始網路連載，每月7、17、27日更新，並且也在《月刊Action》漫畫雜誌2017年2月號開始連載。
| 冊數 | 雙葉社         | 雙葉社                 | 青文出版社    | 青文出版社             | 青文出版社           |
| 冊數 | 發售日期       | ISBN                   | 發售日期      | 通常版 EAN/ISBN        | 限定版 EAN           |
| ---- | -------------- | ---------------------- | ------------- | ---------------------- | -------------------- |
| 1    | 2017年3月28日  | ISBN 978-4-575-84948-6 | 2016年6月4日  | EAN 471-8016-02941-5   | EAN 471-8016-02988-0 |
| 2    | 2017年7月12日  | ISBN 978-4-575-85003-1 | 2018年11月1日 | ISBN 978-986-356-612-0 | EAN 471-8016-03466-2 |
| 3    | 2017年10月12日 | ISBN 978-4-575-85044-4 | 2016年6月4日  | ISBN 978-986-356-766-0 | EAN 471-8016-03489-1 |
| 4    | 2018年2月10日  | ISBN 978-4-575-85105-2 | 2019年3月20日 | ISBN 978-986-356-802-5 | EAN 471-8016-03513-3 |
| 5    | 2018年6月12日  | ISBN 978-4-575-85167-0 | 2019年5月20日 | ISBN 978-986-356-931-2 | EAN 471-8016-03607-9 |
| 6    | 2019年2月12日  | ISBN 978-4-575-85268-4 | 2019年8月1日  | ISBN 978-986-512-007-8 | EAN 471-8016-03635-2 |
| 7    | 2019年12月12日 | ISBN 978-4-575-85389-6 | 2020年7月15日 | ISBN 978-986-512-399-4 | 不適用               |
| 8    | 2020年8月11日  | ISBN 978-4-575-85477-0 | 2021年7月5日  | ISBN 978-626-303-304-7 | 不適用               |
| 9    | 2021年7月12日  | ISBN 978-4-575-85600-2 | 2023年9月4日  | ISBN 978-626-362-342-2 | 不適用               |
| 10   | 2022年2月12日  | ISBN 978-4-575-85692-7 | 2024年7月18日 | ISBN 978-626-383-902-1 | 不適用               |
| 11   | 2022年12月12日 | ISBN 978-4-575-85788-7 |               |                        |                      |
| 12   | 2023年10月12日 | ISBN 978-4-575-85900-3 |               |                        |                      |
| 13   | 2024年5月10日  | ISBN 978-4-575-85968-3 |               |                        |                      |
| 14   | 2025年2月13日  | ISBN 978-4-575-86054-2 |               |                        |                      |

《小林家的龍女僕 艾瑪的OL日記》（小林さんちのメイドラゴン エルマのOL日記）
Cool教信者原作、カザマアヤミ作畫的外傳漫畫作品之二
| 冊數 | 雙葉社         | 雙葉社                 | 青文出版社     | 青文出版社             |
| 冊數 | 發售日期       | ISBN                   | 發售日期       | ISBN                   |
| ---- | -------------- | ---------------------- | -------------- | ---------------------- |
| 1    | 2018年5月11日  | ISBN 978-4-575-85151-9 | 2020年11月18日 | ISBN 978-986-512-618-6 |
| 2    | 2019年2月12日  | ISBN 978-4-575-85269-1 | 2022年9月28日  | ISBN 978-626-303-590-4 |
| 3    | 2019年12月12日 | ISBN 978-4-575-85390-2 | 2023年3月20日  | ISBN 978-626-340-651-3 |
| 4    | 2020年8月11日  | ISBN 978-4-575-85478-7 | 2023年12月14日 | ISBN 978-626-362-734-5 |
| 5    | 2021年8月11日  | ISBN 978-4-575-85619-4 | 2024年8月12日  | ISBN 978-626-399-283-2 |
| 6    | 2022年2月12日  | ISBN 978-4-575-85691-0 | 2025年7月2日   | ISBN 978-626-422-652-3 |
| 7    | 2023年1月12日  | ISBN 978-4-575-85802-0 |                |                        |
| 8    | 2023年10月12日 | ISBN 978-4-575-85899-0 |                |                        |
| 9    | 2024年5月10日  | ISBN 978-4-575-85967-6 |                |                        |

《小林家的龍女僕 露可亞是我的XX》（小林さんちのメイドラゴン ルコアは僕の××です）
Cool教信者原作、歌麿作畫的外傳漫畫作品之三
| 冊數 | 雙葉社         | 雙葉社                 | 青文出版社    | 青文出版社             |
| 冊數 | 發售日期       | ISBN                   | 發售日期      | ISBN                   |
| ---- | -------------- | ---------------------- | ------------- | ---------------------- |
| 1    | 2019年11月12日 | ISBN 978-4-575-85373-5 | 2021年4月15日 | ISBN 978-986-512-617-9 |
| 2    | 2020年8月11日  | ISBN 978-4-575-85479-4 | 2021年8月30日 | ISBN 978-626-303-519-5 |
| 3    | 2021年8月11日  | ISBN 978-4-575-85618-7 |               |                        |
| 4    | 2022年1月12日  | ISBN 978-4-575-85680-4 |               |                        |
| 5    | 2023年2月9日   | ISBN 978-4-575-85813-6 |               |                        |
| 6    | 2023年9月12日  | ISBN 978-4-575-85888-4 |               |                        |
| 7    | 2024年4月11日  | ISBN 978-4-575-85957-7 |               |                        |
| 8    | 2025年5月15日  | ISBN 978-4-575-86089-4 |               |                        |

《小林家的龍女僕 家裡蹲的法夫尼爾》（小林さんちのメイドラゴン お篭りぐらしのファフニール）
Cool教信者原作、ノブヨシ侍作畫的外傳漫畫作品之四
| 冊數 | 雙葉社        | 雙葉社                 |
| 冊數 | 發售日期      | ISBN                   |
| ---- | ------------- | ---------------------- |
| 1    | 2021年7月12日 | ISBN 978-4-575-85599-9 |
| 2    | 2022年3月10日 | ISBN 978-4-575-85699-6 |
| 3    | 2023年3月9日  | ISBN 978-4-575-85819-8 |
| 4    | 2024年4月11日 | ISBN 978-4-575-85956-0 |
| 5    | 2025年3月13日 | ISBN 978-4-575-86067-2 |


Cool教信者原作、こめつぶ作畫的外傳漫畫作品之五，於2024年11月12日連載。
| 冊數 | 雙葉社        | 雙葉社                 |
| 冊數 | 發售日期      | ISBN                   |
| ---- | ------------- | ---------------------- |
| 1    | 2025年7月10日 | ISBN 978-4-575-86111-2 |

### 漫畫精選集
| 冊數        | 雙葉社        | 雙葉社                 | 執筆作者 |
| 冊數        | 發售日期      | ISBN                   | 執筆作者 |
| ----------- | ------------- | ---------------------- | --- |
| 1           | 2017年1月12日 | ISBN 978-4-575-84912-7 | GUNP/OYSTER/伊藤Hachi/黒川おとぎ/木村光博/濱田義一/吉北ぽぷり/ ノブヨシ侍/鮭夫/鳥取砂丘/AHOBAKA/221/堀博昭/将良/クール教信者                                         |
| 2           | 2017年3月11日 | ISBN 978-4-575-84938-7 | 高津ケイタ/雪子/カザマアヤミ/鮭夫/藤沢カミヤ/雨がっぱ少女群/うず/ チョモラン /ていお亭ていお/ノブヨシ侍/黒川おとぎ/GUNP/221/吉北ぽぷり/ 渡井亘/中村官戶/クール教信者 |
| 3           | 2018年3月12日 | ISBN 978-4-575-85120-5 | 雪子/伊藤ハチ/おりはらさちこ/三三/岩飛猫/GUNP/渡井亘/ノブヨシ侍/ うかんむり/masha/KAKERU/黒川おとぎ/ていお亭ていお/クール教信者                                      |
| 4           | 2018年5月11日 | ISBN 978-4-575-85150-2 | 藤沢カミヤ/檜山大輔/ていお亭ていお/221/木村光博/AHOBAKA/渡井亘/吉北ぽぷり/ 天野しゅにんた/鮭夫/ほっぺげ/高津ケイタ/カザマアヤミ/GUNP/クール教信者                    |
| All Stars!  | 2021年8月11日 | ISBN 978-4-575-85620-0 | 有田イマリ/伊藤ハチ/櫻井紀雄/川村拓/かふん/藤沢カミヤ/丈山雄為/Tachi/masha/ GUNP/吉元升目/吉北ぽぷり/水安里/鮭夫/河合朗/クール教信者                                 |
| All Stars!2 | 2025年6月12日 | ISBN 978-4-575-86101-3 | 有田イマリ/おりはらさちこ/川村拓/サンカクヘッド/鮭夫/鈴木望/丈/橙夏りり/ ナナシ/ぬじま/貓豆腐/檜山大輔/牧瀬初雲/むちまろ/クール教信者                                |

## 電視動畫
2016年4月由《月刊Action》宣布製作電視動畫。同年10月公佈製作人員和首播時間，動畫由京都動畫製作。2017年1月至4月在朝日放送、TOKYO MX、愛知電視台及BS11播放。第一季共13话，加上OVA共14话。
2019年2月12日，漫画单行本第8卷發布时，宣布制作第二期电视动画。2021年7月8日，第二期动画《小林家的龙女仆S》开始播出，共12话，加上OVA共13话。
其中第一季另有短篇小剧场《小林家的龙女仆SP》共7话，第二季也有短篇《小林家的龙女仆S：迷你龙小剧场》共13话。

### 製作人員
- 原作：Cool教信者
- 導演：武本康弘（第1期）→石原立也（第2期）
- 系列導演：武本康弘（第2期）
- 劇本統籌：山田由香
- 人物設定：門脇未來
- 總作畫監督：丸木宣明
- 美術監督：渡邊美希子（第1期）→落合翔子（第2期）
- 色彩設計：米田侑加（第1期）→（第2期）
- 小物設定：秋竹齊一
- 攝影監督：浦彰宏（第1期）→植田弘貴（第2期）
- 3D監督：富坂紀宏
- 剪輯：重村建吾
- 音響監督：鶴岡陽太
- 音樂：伊藤真澄
- 音樂製作：Lantis（第1期&第2期）、HEART COMPANY（第2期）
- 企劃製作人：八田英明
- 製作人：阪井利早、中村伸一、齋藤滋、植月幹夫
- 動畫製作：京都動畫
- 製作：龍生活向上委員會（京都動畫、Pony Canyon、Lantis、朝日放送）

### 主題曲
第1期
片頭曲
作詞：林英樹
作曲：佐藤純一
編曲、主唱：fhána
片尾曲
作詞：松井洋平
作曲：佐藤純一
編曲：rionos
主唱： － 托爾（桑原由氣）、康娜（長繩麻理亞）、艾瑪（高田憂希）、露可亞（高橋未奈美）
第2期
片頭曲
作詞：林英樹
作曲、編曲：佐藤純一
主唱：fhána
第12話未使用。
片尾曲

作詞：松井洋平
作曲、編曲：星銀乃丈
主唱： － 托爾（桑原由氣）、康娜（長繩麻理亞）、艾瑪（高田憂希）、露可亞（高橋未奈美）、伊露露（嶺內智美）
第12話未使用。
（第3話特別片尾曲）
作詞、作曲、編曲：星銀乃丈
主唱：托爾（桑原由氣）
（第12話最高片尾曲）
作詞：林英樹
作曲：佐藤純一
編曲、主唱：fhána
插入曲（第3話）
作詞：林英樹
作曲：佐藤純一
編曲、主唱：fhána

### 各話列表
| 話數           | 日文標題 | 中文標題                                          | 劇本              | 分鏡                         | 演出            | 作畫監督                              |
| 第1期          | 第1期    | 第1期                                             | 第1期             | 第1期                        | 第1期           | 第1期                                 |
| -------------- | -------- | ------------------------------------------------- | ----------------- | ---------------------------- | --------------- | ------------------------------------- |
| 第1話          |          | 史上最強女僕，托爾！ （畢竟是龍嘛）               | 山田由香          | 武本康弘                     | 藤田春香        | 門脇未來、丸木宣明 丸子達就           |
| 第2話          |          | 第二頭龍，康娜！ （劇透全開呢）                   | 山田由香          | 武本康弘                     | 澤真平          | 角田有希                              |
| 第3話          |          | 新生活，開始了！ （當然並不順利）                 | 武本康弘          | 武本康弘                     | 北之原孝將      | 岡村公平                              |
| 第4話          |          | 康娜，去上學！ （雖然沒有這個必要）               | 西川昌志          | 山村卓也                     | 山村卓也        | 池田和美                              |
| 第5話          |          | 托爾的社會學習！ （雖然她自以為沒問題）           | 志茂文彥          | 石立太一 小川太一            | 小川太一        | 植野千世子                            |
| 第6話          |          | 家庭拜訪！ （雖然也有沒去的）                     | 山田由香          | 三好一郎                     | 三好一郎        | 丸子達就                              |
| 第7話          |          | 夏天的固定活動！ （說白了就是挽回收視率的福利回） | 武本康弘          | 北之原孝將                   | 北之原孝將      | 明見裕子、門脇未來 丸子達就           |
| 第8話          |          | 新來的龍，艾瑪！ （終於要出場了啊）               | 志茂文彥          | 山田尚子                     | 山田尚子        | 西屋太志                              |
| 第9話          |          | 運動會！ （沒有什麼特別的意思呢）                 | 武本康弘          | 澤真平                       | 澤真平          | 角田有希、明見裕子 池田晶子           |
| 第10話         |          | Dragon劇團，登台演出！ （還有劇團名啊）           | 西川昌志          | 石原立也                     | 藤田春香        | 岡村公平                              |
| 第11話         |          | 年末年初！ （並沒有漫展的戲份）                   | 山田由香          | 山村卓也                     | 山村卓也        | 池田和美                              |
| 第12話         |          | 托爾與小林，感動的邂逅！ （自己給自己增加難度啊） | 西川昌志          | 小川太一                     | 小川太一        | 植野千世子                            |
| 第13話         |          | 終焉帝，到來！ （不經意間就是最終話了啊）         | 山田由香          | 武本康弘                     | 三好一郎 澤真平 | 丸子達就、岡村公平 池田晶子           |
| 第14話 （OVA） |          | 情人節，還是溫泉！ （請不要期待太多）             | 西川昌志          | 藤田春香 石原立也            | 北之原孝將      | 明見裕子、池田晶子 角田有希、丸子達就 |
| 第2期          |          |                                                   |                   |                              |                 |                                       |
| 第1話          |          | 新來的龍，伊露露！ （再一次請多指教）             | 山田由香          | 武本康弘 石原立也            | 石原立也        | 岡村公平                              |
| 第2話          |          | 帥哥，小林！ （各種意義上）                       | 山田由香          | 武本康弘 石原立也            | 小川太一        | 引山佳代、熊野誠也                    |
| 第3話          |          | 課外活動 （當然並不普通）                         | 山田由香 西川昌志 | 北之原孝將 山村卓也 藤田春香 | 北之原孝將      | 池田和美                              |
| 第4話          |          | 入境隨俗 （配合別人還挺難的）                     | 西川昌志          | 石原立也                     | 澤真平          | 丸木宣明、門脇未来                    |
| 第5話          |          | 和你一起 （如果心情好的話）                       | 志茂文彦          | 北之原孝將                   | 北之原孝將      | 角田有希                              |
| 第6話          |          | 合緣奇緣 （另一位是龍）                           | 山田由香          | 石原立也                     | 山村卓也        | 池田和美                              |
| 第7話          |          | 一般常識 （並沒有）                               | 志茂文彦 西川昌志 | 山村卓也 北之原孝將          | 太田稔          | 角田有希                              |
| 第8話          |          | 世界唯一的 （請接上自己喜歡的話）                 | 西川昌志          | 澤真平                       | 澤真平          | 髙橋真梨子、門脇未来                  |
| 第9話          |          | 因為各種緣故 （整集是艾瑪小姐的事）               | 山田由香          | 太田稔                       | 太田稔          | 岡村公平                              |
| 第10話         |          | 康娜的暑假 （雙語同時放送！？）                   | 西川昌志          | 小川太一                     | 小川太一        | 引山佳代、熊野誠也                    |
| 第11話         |          | 特等席 （不需要另外付費）                         | 志茂文彦          | 北之原孝將                   | 北之原孝將      | 池田和美                              |
| 第12話         |          | 生生不息 （不過有時也會停住呢）                   | 山田由香          | 山村卓也、石原立也           | 石原立也        | 角田有希                              |
| 第13話 （OVA） |          | 日本的款待 （接待者為龍）                         | 西川昌志          | 澤真平                       | 澤真平          | 髙橋真梨子、門脇未来                  |

### 播放電視台
日本深夜動畫：下文記載的日本国内播放時間使用日本標準時間（UTC+9）表示。因為部分時間标识會採用30小时制，因此請留意这类超过24:00的时间，其實際播放時間為翌日清晨。
第1期:
| 播放地區   | 播放電視台 | 播放日期              | 播放時間                  | 所屬聯播網 | 備註                         |
| ---------- | ---------- | --------------------- | ------------------------- | ---------- | ---------------------------- |
| 東京都     | TOKYO MX   | 2017年1月11日－4月5日 | 星期三 24時00分－24時30分 | 獨立局     |                              |
| 愛知縣     | 愛知電視台 | 2017年1月11日－4月5日 | 星期三 26時05分－26時35分 | 東京電視網 |                              |
| 近畿廣域圈 | 朝日放送   | 2017年1月11日－4月5日 | 星期三 26時14分－26時44分 | 朝日電視網 | 『星期三動畫〈水MON〉』第1部 |
| 日本全國   | BS11       | 2017年1月12日－       | 星期四 24時00分－24時30分 | 衛星電視   | ANIME+節目                   |

第2期：
| 播放地區   | 播放電視台 | 播放日期        | 播放時間                  | 所屬聯播網 | 備註                                                    |
| ---------- | ---------- | --------------- | ------------------------- | ---------- | ------------------------------------------------------- |
| 東京都     | TOKYO MX   | 2021年7月7日－  | 星期三 24時00分－24時30分 | 獨立局     |                                                         |
| 愛知縣     | 愛知電視台 | 2021年7月7日－  | 星期三 26時35分－27時05分 | 東京電視網 |                                                         |
| 近畿廣域圈 | 朝日放送   | 2021年7月7日－  | 星期三 26時14分－26時44分 | 朝日電視網 | 『星期三動畫〈水MON〉』第1部；第1話為26時24分－26時54分 |
| 日本全國   | BS11       | 2021年7月8日－  | 星期四 24時00分－24時30分 | 衛星電視   | ANIME+節目                                              |
| 日本全國   | AT-X       | 2021年7月10日－ | 星期六 21時00分－21時30分 | 衛星電視   |                                                         |

### 播映平台
日本深夜動畫：下文記載的日本国内播放時間使用日本標準時間（UTC+9）表示。因為部分時間标识會採用30小时制，因此請留意这类超过24:00的时间，其實際播放時間為翌日清晨。
第1期:
| 配信期間              | 配信時間             | 配信網站                                   |
| --------------------- | -------------------- | ------------------------------------------ |
| 2017年1月12日－       | 星期四 22時00分 更新 | AbemaTV                                    |
| 2017年1月13日－       | 星期五 23時30分 更新 | Niconico生放送                             |
| 2017年1月14日－4月7日 | 星期五 24時00分 更新 | GYAO!                                      |
| 2017年1月14日－4月7日 | 星期六 12時00分 更新 | d動畫商城／U-NEXT／Anime放題／Niconico頻道 |
| 2017年1月15日－       | 星期六 24時00分 更新 | au video pass／FOD／J:COM On-Demand        |

| 播映地區                   | 播映平台 | 播映日期              | 播映時間（UTC+8） | 備註   |
| -------------------------- | -------- | --------------------- | ----------------- | ------ |
| 中國大陸、香港、澳門、台灣 | 哔哩哔哩 | 2017年1月11日－4月5日 | 星期四 00:00      | [ 50 ] |

第2期：
| 配信期間        | 配信時間             | 配信網站                                                                                           |
| --------------- | -------------------- | -------------------------------------------------------------------------------------------------- |
| 2021年7月8日－  | 星期四 21時00分 更新 | d動畫商城                                                                                          |
| 2021年7月10日－ | 星期六 21時00分 更新 | Netflix/Amazon Prime Video/U-NEXT/Anime放題/TVer/AbemaTV/Hulu/萬代頻道/GYAO!/FOD/Niconico頻道/光TV |
| 2021年7月10日－ | 星期六 24時00分 更新 | J:COM On-Demand/TELASA/milplus                                                                     |

| 播映地區         | 播映平台 | 播映日期               | 播映時間（UTC+8）      | 備註   |
| ---------------- | -------- | ---------------------- | ---------------------- | ------ |
| 香港、澳門、台灣 | bilibili | 2021年7月7日－9月22日  | 星期四 00:00           | [ 51 ] |
| 中國大陸         | 哔哩哔哩 | 2021年12月17日全集上架 | 2021年12月17日全集上架 | [ 52 ] |

### BD／DVD
| 卷數        | 發行日期       | 收錄話數           | 規格編號   | 規格編號     | 規格編號      | 封面角色                                 |
| 卷數        | 發行日期       | 收錄話數           | BD豪華版   | BD初回限定版 | DVD初回限定版 | 封面角色                                 |
| 第一季      | 第一季         | 第一季             | 第一季     | 第一季       | 第一季        | 第一季                                   |
| ----------- | -------------- | ------------------ | ---------- | ------------ | ------------- | ---------------------------------------- |
| 1           | 2017年3月15日  | 第1話、第2話       | 不適用     | PCXE-50731   | PCBE-55661    | 托爾                                     |
| 2           | 2017年4月19日  | 第3話、第4話       | 不適用     | PCXE-50732   | PCBE-55662    | 托爾、康娜                               |
| 3           | 2017年5月17日  | 第5話、第6話       | 不適用     | PCXE-50733   | PCBE-55663    | 托爾、露可亞                             |
| 4           | 2017年6月21日  | 第7話、第8話       | 不適用     | PCXE-50734   | PCBE-55664    | 托爾、艾瑪                               |
| 5           | 2017年7月19日  | 第9話、第10話      | 不適用     | PCXE-50735   | PCBE-55665    | 托爾、康娜、露可亞、艾瑪、翔太           |
| 6           | 2017年8月18日  | 第11話、第12話     | 不適用     | PCXE-50736   | PCBE-55666    | 托爾、康娜、露可亞、艾瑪                 |
| 7           | 2017年9月20日  | 第13話、第14話     | 不適用     | PCXE-50737   | PCBE-55667    | 托爾、小林                               |
| Blu-ray BOX | 2021年4月21日  | 第1話－第14話      | 不適用     | PCXE-60193   | 不適用        | 托爾、康娜、露可亞、艾瑪、法夫尼爾、才川 |
| 第二季      |                |                    |            |              |               |                                          |
| 1           | 2021年9月15日  | 第1話－第3話       | PCXE-51001 | PCXE-51011   | PCBE-56461    | 托爾、小林                               |
| 2           | 2021年10月20日 | 第4話－第6話       | PCXE-51002 | PCXE-51012   | PCBE-56462    | 康娜、才川                               |
| 3           | 2021年11月17日 | 第7話－第9話       | PCXE-51003 | PCXE-51013   | PCBE-56463    | 托爾、艾瑪                               |
| 4           | 2021年12月15日 | 第10話－第12話     | PCXE-51004 | PCXE-51014   | PCBE-56464    | 露可亞、翔太                             |
| 5           | 2022年1月19日  | OVA+迷你龍小劇場全 | PCXE-51005 | PCXE-51015   | PCBE-56465    | 伊露露、小健                             |

### BD特典
| 卷數 | 日文標題                         | 中文標題       | 腳本     | 分鏡、演出         | 作畫監督           | 總作畫監督 |
| ---- | -------------------------------- | -------------- | -------- | ------------------ | ------------------ | ---------- |
| SP1  | 小林さんちの○○ドラゴン           | 小林家的OO龍   | 山田由香 | 山村卓也           | 池田和美           | 門脇未来   |
| SP2  | 小林さんちのアニマルドラゴン     | 小林家的動物龍 | 西川昌志 | 澤真平             | 明見裕子           | 門脇未来   |
| SP3  | 小林さんちの制服ドラゴン         | 小林家的制服龍 | 西川昌志 | 澤真平             | 角田有希           | 門脇未来   |
| SP4  | 小林さんちのバトルドラゴン       | 小林家的戰鬥龍 | 西川昌志 | 北之原孝將、澤真平 | 角田有希、岡村公平 | 門脇未来   |
| SP5  | 小林さんちのスポーツドラゴン     | 小林家的體育龍 | 西川昌志 | 澤真平             | 角田有希           | 門脇未来   |
| SP6  | 小林さんちのミステリードラゴン   | 小林家的推理龍 | 西川昌志 | 澤真平             | 角田有希           | 門脇未来   |
| SP7  | 小林さんちのウェディングドラゴン | 小林家的婚禮龍 | 西川昌志 | 澤真平             | 角田有希、岡村公平 | 門脇未来   |

## 電子遊戲
《小林家的龍女僕 炸裂‼ 呆萌龍☆吐息》
- 類型為捲軸射擊遊戲，PS4/Switch，2022年3月24日發售。傑任登於2022年8月4日推出正體中文版。

## 網路廣播
網路廣播以《小林家的異種間廣播》（小林さんちのイシュカン·ラジオ）為標題，2017年1月13日起每週五在音泉進行配信。主持人由朵露的聲優桑原由氣、康娜的聲優長繩麻理亞、艾瑪的聲優高田憂希及露可亞的聲優高橋未奈美共4人擔任。另外，2016年12月30日有進行開播前特別篇的配信。

## 外部連結
- 月刊Action官方網站 （页面存档备份，存于） （日語）
- 電視動畫第一季「小林家的龍女僕」官方網站 （页面存档备份，存于） （日語）
- 電視動畫第二季「小林家的龍女僕Ｓ」官方網站 （页面存档备份，存于） （日語）
  - 「小林家的龍女僕 ABC朝日放送」 （页面存档备份，存于） （日語）
- 電視動畫「小林家的龍女僕」官方的X（前Twitter） （日語）
- 電子遊戲《小林家的龍女僕 炸裂‼ 呆萌龍☆吐息》官方網站：日文版、中文版